# Hispidocalyptella
Hispidocalyptella es un género de hongos en la familia Marasmiaceae. Es un género monotípico, su única especie Hispidocalyptella australis es nativa de Australia.